# Włodzimierz Roman Lewicki
Włodzimierz Roman Lewicki herbu Rogala (ur. 4 kwietnia 1868 w Sanoku, zm. 5 czerwca 1909 w Krakowie) – polski doktor praw, adwokat, dramatopisarz, publicysta.

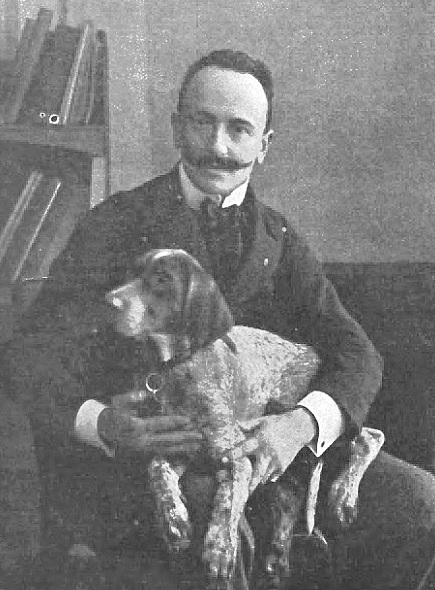
W. Lewicki z psem Mrukiem

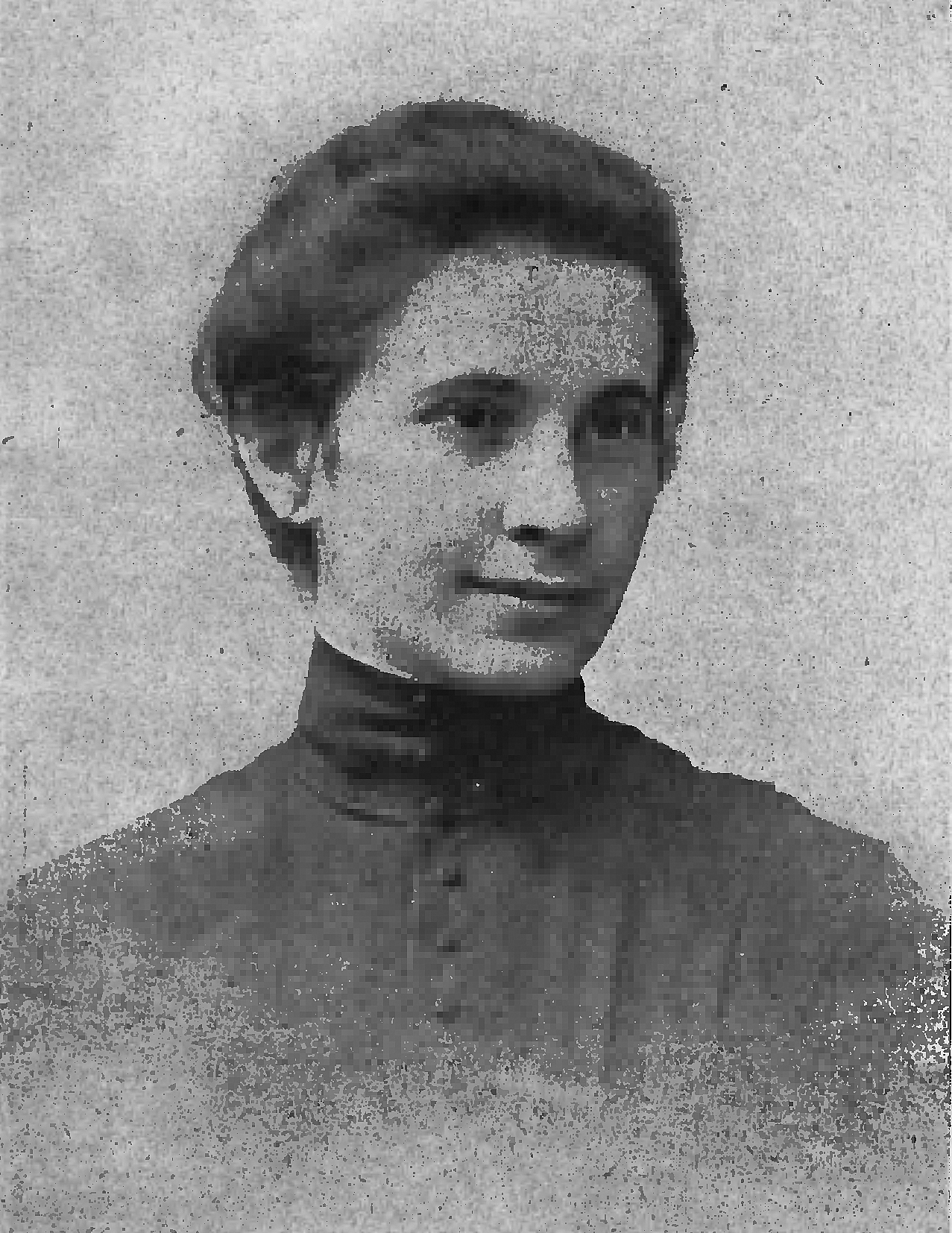
Janina Borowska

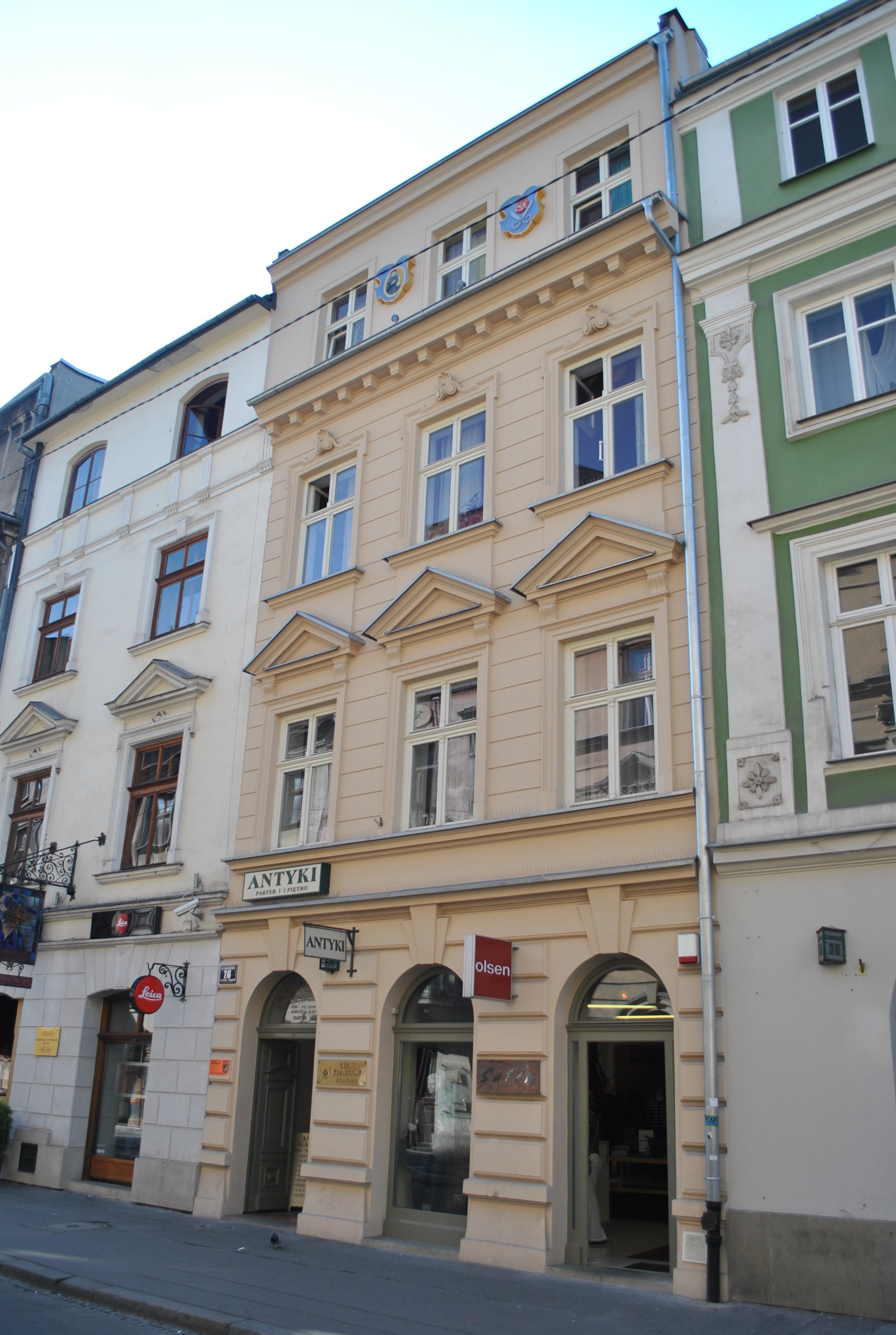
Kamienica przy ul. Sławkowskiej 28

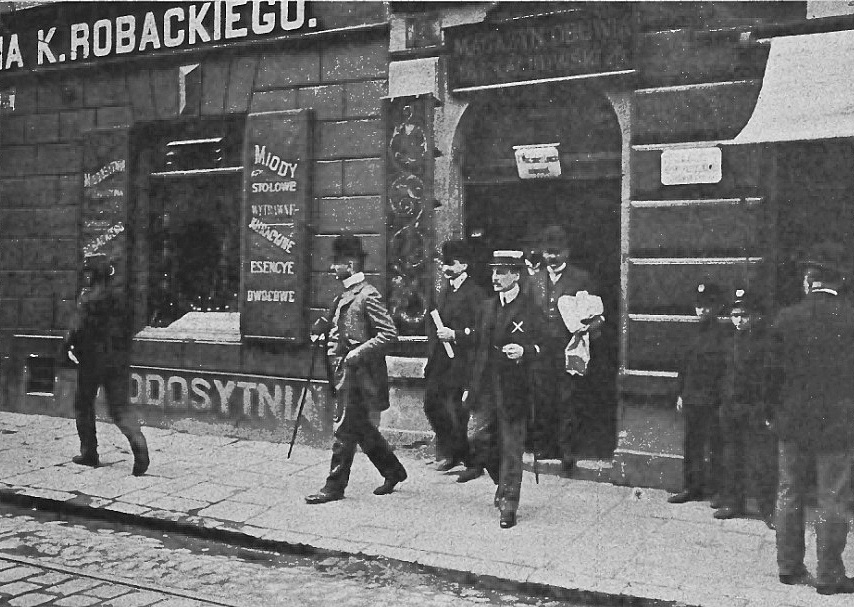
Wejście do ww. kamienicy po zdarzeniu z 5 czerwca 1909

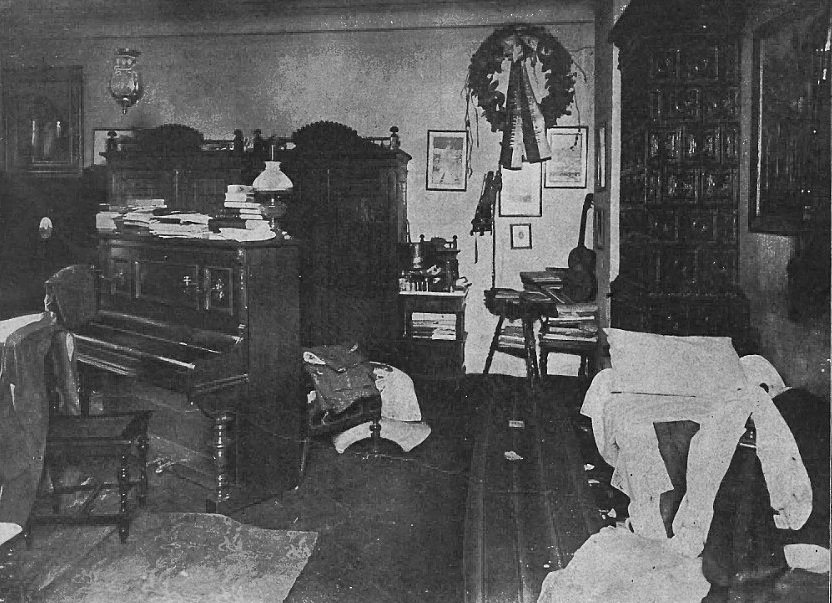
Sypialnia dr. Lewickiego z jego ciałem (za pianinem obok fotela)

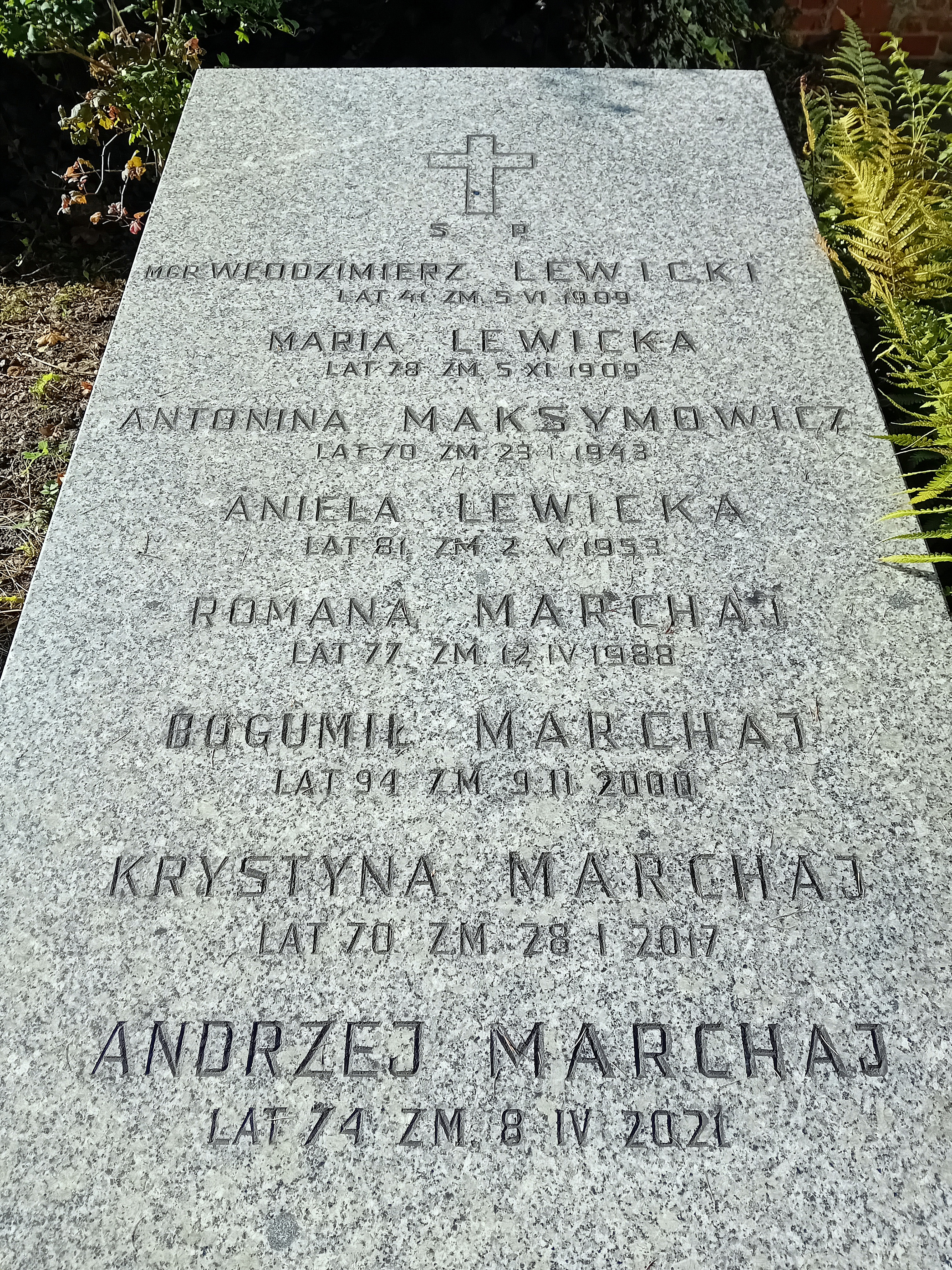
Grobowiec W.R. Lewickiego

## Życiorys
Urodził się 4 kwietnia 1868 w Sanoku. Był synem Teofila Lewickiego (c. k. notariusza w Sanoku) i Marii z domu Fialka. Miał siostry Józefę Antoninę (1867-1869), Antoninę Izabelę (ur. 1873). Był wyznania rzymskokatolickiego. Legitymował się herbem szlacheckim Rogala.

### Wykształcenie i działalność
W 1888 zdał egzamin dojrzałości w C. K. Gimnazjum w Sanoku (był to historycznie pierwszy rocznik maturzystów w tej szkole; abiturientami byli wówczas także Zygmunt Łobaczewski, Aleksander Stangenhaus). Początkowo miał studiować na Wydziale Filozoficznym Uniwersytetu Wiedeńskiego. Wyjechał do Krakowa. W 1889 podjął studia prawnicze na Wydziale Prawa Uniwersytetu Jagiellońskiego. Uchwałą Rady Miejskiej w Sanoku z 1890 został uznany przynależnym do gminy Sanok. Podczas pogrzebu Adama Mickiewicza w Krakowie 4 lipca 1890 przemawiał pod Wawelem w imieniu studentów, wygłaszając płomienną mowę. Z uwagi na fragment w treści swojej przemowy (skądinąd wcześniej ocenzurowanej przez władze) otrzymał naganę od Senatu uniwersyteckiego z zastrzeżeniem, iż następne przewinienie będzie skutkować usunięciem z uczelni. Kilka miesięcy później w charakterze prezesa Towarzystwa Wzajemnej Pomocy UJ zwrócił się do przebywającej wówczas w Krakowie Heleny Modrzejewskiej z prośbą o wystąpienie na scenie w ramach wsparcia tego stowarzyszenia. W przemowie do aktorki niepochlebnie wyraził się o profesorach UJ, za co został relegowany ze studiów na okres dwóch lat. Przez następne dwa lata przebywał za granicą. W trakcie kształcenia na UJ był założycielem i redaktorem pisma „Satyr”, na łamach którego zamieszczał swoją twórczość. Sprawował stanowisko prezesa „Czytelni Akademickiej”. Jako student udzielał się na zgromadzeniach oraz w życiu umysłowym i politycznym, zyskując popularność z uwagi na swój zapał oraz zdolności deklamatorskie i aktorskie. Już w tym czasie uchodził za doskonałego mówcę. W przemowach odznaczał się radykalizmem wygłaszanych haseł.
Przebywając w Wiedniu 1895 poprowadził deputację włościan śląskich do ministra oświaty Edwarda Rittnera, po czym 10 października tego roku otwarto Pierwsze Gimnazjum Polskie w Cieszynie. Do końca 1896 studiował na Uniwersytecie Wiedeńskim, otrzymał wówczas stypendium (prawdopodobnie rządowe) na dalsze studia w zakresie prawa karnego na Uniwersytecie w Berlinie od początku 1897. Studia prawnicze ukończył uzyskując stopień doktora. Odbył aplikację adwokacką, po czym 24 maja 1901 został wpisany na listę adwokatów w Krakowie. Występował w głośnych procesach karnych, zakończonych jego sukcesem, będąc obrońcą m.in. oskarżonych Antoniego Kędziora (1901), Jerzego Matejki (1906). Lewicki był cenionym adwokatem, uważany za wybitnego przedstawiciela palestry krakowskiej, a założona przez niego kancelaria prosperowała. Mieściła się ona w kamienicy przy ulicy Sławkowskiej 28, gdzie mecenas również zamieszkiwał w lokalu na pierwszym piętrze. Prywatnie polował. Był też wiceprezesem „Eleuteryi”.
Po okresie „buntowniczym”, zakończonym relegacją ze studiów na UJ, dokonał przemiany i stał się „prawomyślnym”. Jeszcze podczas studiów zmienił wyznanie z greckokatolickiego na rzymskokatolickie, mianował się jako Rogala-Lewicki i mimo rusińskiego pochodzenia deklarował się jako patriotyczny Polak, wyznający tradycje patriotyczne i religijne. Jednocześnie spełniał się na polu literackim i publicystycznym. Pisał utwory poetyckie i dramatyczne. W młodości jeździł po Galicji wraz z trupą aktorską i występował w teatrze prowincjonalnym. Był autorem dramatu Wernyhora, wystawianego w teatrze przy placu Szczepańskim w Krakowie. Inny jego utwor pt. O inne życie został wystawiony przez krakowski teatr miejski. Pod koniec XIX wieku był współpracownikiem tygodnika „Gazeta Sanocka”. Jego sztuka pt. Błędne gwiazdy została odznaczona na konkursie dramatycznym i wystawiona w 1900. Publikował w czasopismach „Nowa Reforma”, „Głos Narodu”. Jego artykuły nosiły charakter klerykalno-nacjonalistyczny. Założył i redagował pismo „Warta”. Od 1903 do 1905 był współpracownikiem dziennika „Nowiny”. W początkowych miesiącach istnienia tygodnika „Nowości Illustrowane” (wydawanego od 1904) ukazywała się jego kronika tygodnika zatytułowana Zygzakiem oraz felietony teatralne. W 1907 skonfliktowany z nim redaktor „Nowin” Ludwik Szczepański wydrukował list otwarty pt. Chuliganowi adwokackiemu dr. Włodzimierzowi Lewickiemu słów kilka jako publiczny porachunek, zawierający zarzuty pod jego adresem dotyczące nieuczciwej działalności zawodowej i niemoralnego prowadzenia się w życiu prywatnym. W następstwie tego Lewicki skierował sprawę do krakowskiej Ligi Obrony Czci, jednak nie doczekała się ona rozstrzygnięcia za jego życia.
Politycznie działał w środowisku Stronnictwa Chrześcijańsko-Socjalnego, stanowiącego koło antysemickiego dziennika „Głos Narodu”. W 1898 jako zwolennik ks. Stanisława Stojałowskiego ubiegał się o mandat do austriackiej Rady Państwa opróżniony po śmierci Stanisława Wysockiego w okręgu Sanok–Krosno–Jasło–Brzozów–Dobromil, jednak przegrał z Janem Stapińskim. W 1900 bez powodzenia startował na posła do parlamentu, przegrywając z Franciszkiem Krempą. W obu przypadkach przegrywał w wyborach pomimo poparcia ze strony rządowej, kościelnej, władz samorządowych i sprzyjania żandarmerii oraz dysponowania wsparciem finansowym.

### Życie prywatne i śmierć
7 września 1895 w kościele kapucynów w Krakowie zawarł związek małżeński z Anielą Kordaszewską. Pod koniec życia pozostawał z żoną w separacji. Według późniejszych relacji prasowych odmawiał płacenia żonie alimentów, do czego został dopiero zobowiązany przez sąd. Jednocześnie uchodził za kobieciarza i z tego względu zyskał przydomek patentowanego Don Juana (jego podboje opisano w niemieckim dzienniku „Berliner Tageblatt”).
W piątek 4 czerwca 1909 do późnej nocy przebywał w mieście poza domem, a następnego dnia miał występować w sądzie jako obrońca redaktora odpowiedzialnego „Głosu Narodu”, Mariana Dąbrowskiego, w sprawie prasowej wytoczonej przeciw niemu. W nocy 4/5 czerwca 1909 został śmiertelnie postrzelony w głowę w sypialni swojego mieszkania przy ulicy Sławkowskiej 28. 5 czerwca 1909 nad ranem Janina Borowska zawiadomiła pogotowie do postrzelonego Lewickiego, który nie odzyskawszy przytomności o godz. 11 tego samego dnia zmarł w szpitalu św. Łazarza na oddziale prof. dr. Maksymiliana Rutkowskiego.
Pogrzeb Włodzimierza Lewickiego odbył się 8 czerwca 1909 w Krakowie. Został pochowany na cmentarzu Rakowickim w Krakowie (kwatera Kc). W tym samym miejscu została pochowana jego matka Maria, zmarła 6 listopada 1909 w Jaworzniu.

### Śledztwo i proces
Ustalono, że Włodzimierz Lewicki miał ranę postrzałową na prawej skroni, spowodowaną użyciem rewolwerem marki Browning. W kuchni jego mieszkania ujawniono nadpalone dokumenty. Zarządzona została sekcja zwłok w Collegium Medicum Uniwersytetu Jagiellońskiego. Rolę w śledztwie miał odegrać także pies Lewickiego o imieniu „Mruk”. Od początku w sprawie nie było jednoznacznego rozstrzygnięcia co do kwestii, czy zaszło morderstwo czy samobójstwo.
Ostatecznie Janina Borowska została oskarżona o skrytobójcze morderstwo Lewickiego, zagrożone karą śmierci, a jej proces rozpoczął się 12 stycznia 1910 przed sądem przysięgłym w Krakowie. Janina Borowska z domu Klecan, urodzona w 1879 jako córka Czecha i Niemki, była ukończoną słuchaczką studiów na Wydziale Lekarskim UJ, zamężna z koncepistą Namiestnictwa Marianem Borowskim, matka dziecka. Pierwotnie Borowska i Lewicki byli związani sprawą prawną, jako że mecenas został jej pełnomocnikiem, gdy oskarżała Emila Haeckera o zniesławienie w postaci stawianego jej od czerwca 1908 na łamach dziennika „Naprzód” zarzutu szpiegostwa na rzecz Rosji. Mecenas w sposób niespotykany złożył publiczną deklarację wiary w niewinność swojej klientki. W tym czasie oboje zbliżyli się do siebie na niwie prywatnej, co potwierdziły listy w liczbie ok. 100, przekazane przez męża oskarżonej, Mariana. W opinii profesorów-wykładowców Borowskiej z UJ przejawiała ona cechy histeryczki na tle erotycznym i nimfomanii. W akcie oskarżenia, sporządzonym przez dr. Marowskiego, przyjęto stanowisko, że pierwotnie to Lewicki był inicjatorem zbliżenia z Borowską, jako że chciał wykorzystać jej pośrednictwo celem załagodzenia sprawy z L. Szczepańskim, w której wyrok miał zapaść przed Ligą Obrony Czci w połowie 1908. Wysłał ją do tegoż redaktora, jednak ten nie przyjął propozycji zgody. Relacja miłosna Lewickiego z Borowską trwała od września 1908 do lutego 1909 i była burzliwa oraz pełna gwałtownych zmian, także z uwagi na niepowodzenie w załatwieniu sprawy ze Szczepańskim. Pomimo rozmówienia się z mężem i deklaracji powrotu do niego, nadal utrzymywała kontakty z Lewickim. W wyniku rozprawy w sprawie Haeckera w dniach 16-23 lutego 1909 tenże oskarżony został skazany, aczkolwiek nie ustalono niewinności Borowskiej, wobec czego nie została w pełni zrehabilitowana w kontekście wysuniętego przeciw niej zarzutu szpiegostwa. Jednocześnie Ludwik Szczepański oświadczył przed sądem Ligi Obrony Czci o nieudanym usiłowaniu pośrednictwa Borowskiej w sprawie Lewickiego, co dodatkowo skomplikowało sytuację. W ocenie oskarżycieli, od lutego 1909 Lewicki zamierzał zerwać stosunki z Borowską, zaś kobieta chciała je utrzymać. Dodatkowo Borowska miała być zazdrosna o niego, jako że miał zamiar ponownie ożenić się (z wdową po lekarzu, Izabelą hr. Tyszkiewicz). Przebywając we Lwowie, podczas wyjazdów do Krakowa na egzaminy odwiedza mecenasa. Wobec jego niechęci do spotkania się zgłaszała do niego pretensje przy osobach trzecich oraz stosuje wobec niego groźby. W ostatnim czasie oskarżona często odwiedzała go w kancelarii, a bywało, że nachodziła go też w mieszkaniu. Przybyła tam także po południu 4 czerwca, zaś po wyjściu Lewickiego pozostała w kancelarii, rzekomo odwiedzając jedną z tamtejszych pracownic. Tego dnia miała wreszcie uzyskać od mecenasa możliwość spotkania. Po zgłoszeniu jego postrzelenia została zatrzymana przez policję i osadzona w więziennym areszcie. W składanych wyjaśnieniach Borowska podawała, że Lewicki postrzelił się sam, jednak jej zeznania były zmienne w treści szczegółowej (np. zmieniała wersje w odniesieniu do tego, czy lampa została rozbita przed czy po strzale, albo też twierdziła, że Lewicki rozmawiał z nią już po oddaniu samobójczego strzału). Ponadto w akcie oskarżenia wymieniono inne ustalenia przemawiające na jej niekorzyść, np. po postrzeleniu o godz. zawiadomiła pogotowie dopiero o godz. 4, zmywanie śladów krwi, nieznalezienie łuski naboju w miejscu pierwotnego umiejscowienia, usunięcie kartek z albumu oraz dokumentów ze sprawy Haeckera. W związku z tym akt oskarżenia dowodził popełnienie morderstwa, zaprzeczając samobójstwu. Przeciw targnięciu się Lewickiego na swoje życie miały przemawiać jego plany przyszłość, zarówno w sferze zawodowej jak i prywatnej, w tym zamiar ponownej zmiany wyznania (na protestantyzm – celem ułatwienia rozstania z żoną; w tej sprawie na tydzień przed śmiercią przebywał w Warszawie). Także znajomi zmarłego nie dostrzegli w nim niepokojących zamiarów w ostatnich dniach życia.
Wobec trudności w prowadzeniu śledztwa oraz z uwagi na postępowanie oskarżonej (zmiany jej zeznań, zaskakujące zachowania) władze wymiaru sprawiedliwości zakazały ujawniania ekspertyzy lekarskiej, wyznaczyły nowego prokuratora do sprawy, nowego przewodniczącego sądu oraz specjalną ławę przysięgłych. Proces Borowskiej wzbudził olbrzymie zainteresowanie. W 1910 została uniewinniona przez sąd więlszością głosów od zarzutu.
Mimo wyroku sprawa jest uznawana za w pełni niewyjaśnioną. Jej echo odbiło się głośno nie tylko w samym Krakowie, ale również we Lwowie i w Wiedniu, a cała historia była szeroko komentowana w prasie galicyjskiej. Osoba Janiny Borowskiej była przyrównywana do postaci Ewy Pobratyńskiej z powieści Dzieje grzechu autorstwa Stefana Żeromskiego. Morderstwo dr. Lewickiego było w prasie zestawiane ze sprawą Dreyfusa. Jeszcze w latach 20. sprawa była uważana z jednych z najgłośniejszych zarówno w kraju jak i poza granicami.
Po śmierci mecenasa Lewickiego jego substytutem został adwokat dr. Zygmunt Kłębkowski. Po wydaniu wyroku Janina Borowska zniknęła z pola zainteresowania opinii publicznej w Krakowie. Wyjechała do Ameryki i była tam lekarzem-położnikiem. W 1922 popełniła samobójstwo przez otrucie.

## Twórczość
Sztuki
- Wernyhora. Dramat na tle historycznym w 7 obrazach, zestawił Barbiton (1893)[4]
- Błędne gwiazdy (1900)[4]
- O inne życie (Pieśń / Południca / Vigilando / Ku szczytom) (1904)[4]

Inne
- Mowa akademika Włodzimierza Lewickiego wygłoszona w imieniu polskiéj młodzieży nad zwłokami ś. p. Adama Mickiewicza w Krakowie dnia 4 lipca 1890 (1893)
- Janek. Szkic z życia (w: „Gazeta Sanocka” 1895)[42][43][44][45][46][47][48][49][50][51][52][53][54][55][56][57][58]
- Z powodu ostatniego bezrobocia w kopalniach węgla na Śląsku (1900)[4]